# Östanbyn
Östanbyn – miejscowość w Szwecji, w regionie Dalarna, w gminie Avesta, położona na północny wschód od Avesta. Dawniej småort, a od 2015 r. jest częścią obszaru miejskiego Avesta.